# Балахчино
Балахчино (тат. Балыкчы) — село в Алексеевском районе республики Татарстан. Входит в состав Бутлеровского сельского поселения.

## География
Село находится в 18 километрах к западу от районного центра Алексеевское, расположено на берегу Куйбышевского водохранилища.
Балахчино находится в часовой зоне МСК (московское время). Смещение применяемого времени относительно UTC составляет +3:00.

## История
Основано во второй половине XVII века.
До 1920 года входило в Алексеевскую волость Лаишевского уезда Казанской губернии, с 1920 года находилось в Лаишевском, с 1922 года — в Чистопольском кантоне Татарской АССР. С 10 августа 1930 года находилось в Алексеевском, с 1 февраля 1963 года — в Чистопольском, с 4 марта 1964 года — в Алексеевском районе.

## Население
По состоянию на 2015 год население села составляло 75 человек.
| Численность населения |      |      |      |      |      |      |      |      |      |      |      |      |
| 1782                  | 1859 | 1897 | 1920 | 1926 | 1949 | 1958 | 1970 | 1979 | 1989 | 2002 | 2010 | 2015 |
| 197                   | 571  | 672  | 701  | 696  | 418  | 436  | 282  | 206  | 104  | 76   | 63   | 75   |